# Kerbela (arna)
Kerbela és un gènere d'arnes de la família Crambidae.

## Taxonomia
- Kerbela monotona Amsel, 1949
- Kerbela turcomanica (Christoph, 1877)